# Corydoras petracinii
Corydoras petracinii es una especie de pez de la familia Callichthyidae (orden Siluriformes) descripta en el año 2010 por los ictiólogos argentinos Pablo Andrés Calviño y Felipe Alonso. Habita en las aguas dulces del centro-oeste de América del Sur, en el Noroeste Argentino, en la provincia de Salta en el Río San Lorenzo, cuenca del Río Juramento.

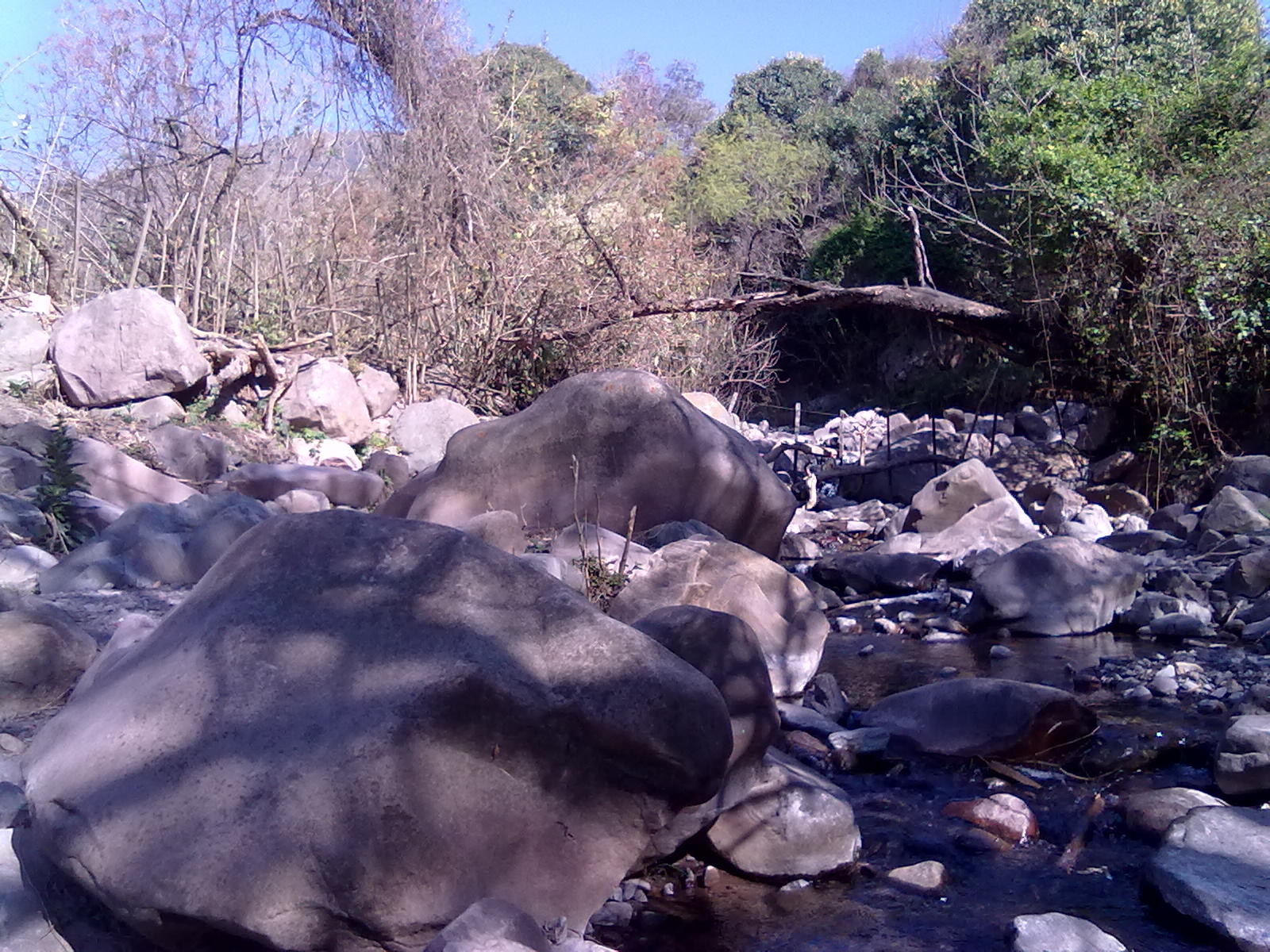
El río San Lorenzo, aguas arriba de unirse al pequeño arroyo que constituye la localidad tipo de esta especie.

## Características
Corydoras petracinii se distingue de sus congéneres por la siguiente combinación de caracteres: espina dorsal corta (media = 16,6 % de SL), espina pectoral corta (media = 18,3 % de SL), cuerpo moderadamente alargado (SL cuerpo profundidad 29,5 % media), aleta caudal ligeramente ahorquillada y los flancos del tronco con 5-7 manchas subcuadradas diferenciadas en la región central.
Forma parte del grupo “Corydoras micracanthus”, el cual se caracteriza por presentar espinas dorsal y pectoral de longitud reducida, aleta caudal ligeramente marginada, profundidad baja del cuerpo, el proceso parieto-supraoccipital y la placa nucal no contactadas, y ojos pequeños para el género.  Se compone de Corydoras micracanthus, Corydoras gladysae, y Corydoras petracinii.

## Distribución geográfica
Esta especie habita en el Río San Lorenzo, cuenca del Río Juramento, un curso fluvial del centro-oeste de Sudamérica, siendo endémica del noroeste de la Argentina, en la provincia de Salta.
Sólo se la ha encontrado en su localidad tipo, un arroyo sin nombre, a 200 m de su desembocadura en el río San Lorenzo, el cual forma parte de la cuenca del río Juramento, que pertenece a una red fluvial que desemboca en el río Paraná medio junto a la ciudad de Santa Fe.
Es endémica de la ecorregión de agua dulce Paraná inferior.

## Taxonomía
Esta especie fue descrita originalmente en el año 2010 por los ictiólogos argentinos Pablo Calviño y Felipe Alonso.
Localidad y ejemplares tipo
La localidad tipo es: «Argentina, Provincia de Salta, Finca Las Costas, en torno a la ciudad de Salta, pequeño arroyo a 200 m de su desembocadura en el río San Lorenzo (en las coordenadas: 24°47′08″S 65°28′10″O / -24.78556, -65.46944; altitud: 1222 msnm)».
El ejemplar holotipo es el: MACN 9233 (36,0 mm SL), y está depositado en el Museo Argentino de Ciencias Naturales. Fue colectado por Felipe Alonso y J. Traine, en enero de 2007. El lote de paratipos está catalogado como MCNI 1381; consta de 5 especímenes, de entre 28,1 y 38,0 mm de largo total, los que fueron capturados por los mismos colectores junto al ejemplar holotipo.
Etimología
Etimológicamente el nombre genérico Corydoras viene del griego, donde kóry es 'yelmo', 'coraza', 'casco', y doras es 'piel'. Esto se justifica en la carencia de escamas y la presencia de escudos óseos a lo largo del cuerpo. El término específico petracinii es un epónimo que refiere al apellido de Roberto Petracini, un criador de peces argentino, que por décadas ha estado contribuyendo al desarrollo, el conocimiento y la difusión de la afición al mantenimiento y reproducción de peces en acuarios.